# 斯特凡·绍尔特斯
斯特凡·绍尔特斯（德語：Stefan Soltész，匈牙利語：[ˈʃolteːs]；1949年1月6日—2022年7月22日），匈牙利裔奥地利指挥家。他在维也纳接受培训，1997年至2013年兼任埃森阿尔托剧院的艺术指导和音樂總監，并带领该歌剧院获得了国际认可。

## 生平
绍尔特斯出生在匈牙利的尼赖吉哈佐，四岁开始学习钢琴。他于1956年来到维也纳，10岁时成为維也納少年合唱團的成员，14岁开始在维也纳音乐学院学习钢琴和作曲，并师从汉斯·斯瓦洛夫斯基学习指挥。
1971年，他在維也納河畔劇院开始了他的职业生涯，担任乐长（德語：Kapellmeister）；随后在1973年至1983年期间，他在维也纳国立歌剧院担任声乐指导和指挥，并在1979年至1981年期间担任格拉茨歌剧院的客座指挥。在1978年、1979年和1983年的萨尔茨堡音乐节上，他担任、克里斯托夫·冯·多赫南伊和赫伯特·冯·卡拉扬的音乐助理。
1983年至1985年，绍尔特斯在漢堡國立歌劇院指挥，1985年至1997年在柏林德意志歌劇院指挥。1988年至1993年，他在不伦瑞克州立剧院担任音乐总监（德語：Generalmusikdirektor, GMD），1992年至1997年在安特卫普和根特担任弗拉芒歌剧院的首席指挥。
从1997年到2012/13演出季结束，绍尔特斯同时担任埃森阿尔托剧院的艺术指导和音乐总监。该剧院在2008年被《歌剧世界》杂志评为“年度歌剧院”，而埃森爱乐乐团在2003年和2008年被评为“年度乐团”。
绍尔特斯是欧洲歌剧院的常客，如维也纳国家歌剧院、巴伐利亞國立歌劇院、法蘭克福歌劇院、羅馬歌劇院、匈牙利国家歌剧院、華沙大劇院、莫斯科大剧院和日內瓦大劇院。他曾在巴黎歌剧院、蘇黎世歌劇院、阿姆斯特丹市政歌剧院、卡塔尼亞马西莫贝利尼剧院、毕尔巴鄂歌剧院、布宜諾斯艾利斯哥伦布剧院、旧金山歌剧院、皇家歌劇院以及日本、台湾、华盛顿客座指挥演出。他曾在奥克西塔尼蒙彼利埃法国广播节、普罗旺斯地区艾克斯音乐节、萨翁林纳歌剧节、巴登-巴登五旬音乐节（德語：Baden-Baden Pfingstfestspiele）、比萨的世界之心（拉丁語：Anima Mundi）、韩国统营国际音乐节和格林德伯恩歌剧节等音乐节上指挥演出。
2022年7月22日，绍尔特斯在慕尼黑國家劇院指挥的《沉默的女人》演出时晕倒，随后在附近的一家医院去世，享年73岁。

## 录音
绍尔特斯指挥的唱片包括普契尼的《波希米亚人》、朱塞佩·加扎尼加的《唐璜》（義大利語：Don Giovanni）和的《灰栏记》，以及与格蕾丝·班布丽、盧西亞·波普和迪特里希·菲舍爾-迪斯考录制的詠嘆調选段和藝術歌曲。他还录制了门德尔松的两部索福克勒斯悲剧配乐作品：《安提戈涅》（Antigone）和《俄狄浦斯在科罗诺斯》（德語：Ödipus in Kolonos）。2010年，他与埃森爱乐乐团和女高音尤利娅·鲍尔一起录制了阿尔班·贝尔格的《露露组曲》和汉斯·维尔纳·亨策的《激情加》（Appassionatamente plus），作为埃森代表鲁尔区参选欧洲文化之都活动的一部分。该专辑获得了獎和国际古典音乐奖（ICMA）的提名。2012年，Arthaus Musik 发行了绍尔特斯2011年在巴登-巴登節日劇院指挥柏林德意志交響樂團现场录制的施特劳斯《莎乐美》蓝光和DVD视频，获得了广泛好评。

## 奖项
- 2009年：鲁尔区荣誉市民（德语：Bürger des Ruhrgebiets）[4]
- 2012年：不伦瑞克州立乐团（英语：Staatsorchester Braunschweig）荣誉指挥[4]
- 2013年：北莱茵-威斯特法伦荣誉教授[5]